# 에제르 미지온
에제르 미지온(히브리어: עזר מציון, 시온으로부터의 도우심)은 이스라엘의 의료 지원 기구이며 이스라엘의 환자, 장애인 및 노년층에게 다양한 의료 및 사회 서비스를 제공한다.
세계 최대의 유대인 골수 기증등록 은행을 운영한다. 690,000여 명이 골수 기증을 위해 등록하였고 이를 통해 1,400여 건의 조혈모세포 이식이 이루어졌다. 또한 장애아, 암 환자 및 테러리즘 피해자들을 지원하는 데에도 특성화되어 있다.
에제르 미지온은 1979년 설립되었으며 이스라엘 전역에 지부를 두고 있다. 전국 10,000여명의 자원봉사자들이 참여하고 있으며 모든 활동을 무상으로 제공한다.